# Ново село (община Маврово и Ростуше)
Вижте пояснителната страница за други значения на Ново село.
Ново село или Ново село Папрад (на македонска литературна норма: Ново Село; на албански: Novo Sella, Нова Села) е село в Северна Македония.

## География
Селото географски селото принадлежи към областта Горни Полог, но административно се води към община Маврово и Ростуше.

## История
В XIX век Ново село е българско село в Гостиварска нахия на Тетовска кааза на Османската империя. Всички християнски жители на селото са привърженици на Българската екзархия. Според секретаря на екзархията Димитър Мишев („La Macédoine et sa Population Chrétienne“) в 1905 година в Ново село има 72 българи екзархисти.
В 1913 година селото попада в Сърбия. Според Афанасий Селишчев в 1929 година Ново село е село в Церовска община в Горноположкия срез и има 25 къщи със 128 жители българи.
Според преброяването от 2002 година селото има 33 жители северномакедонци.
| Националност     | Всичко |
| северномакедонци | 33     |
| албанци          | 0      |
| турци            | 0      |
| роми             | 0      |
| власи            | 0      |
| сърби            | 0      |
| бошняци          | 0      |
| други            | 0      |